# Władimir Jermołajew

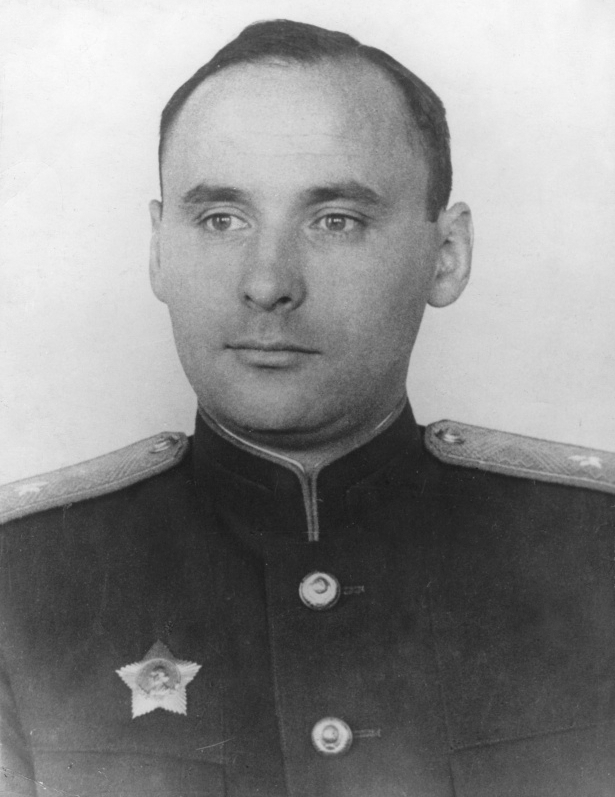
Władimir Jermołajew (1944).

Władimir Grigoriewicz Jermołajew (ros. Владимир Григориевич Ермолаев) (ur. 22 sierpnia 1909  – zm. 31 grudnia 1944). Rosyjski konstruktor lotniczy. Ukończył studia na uniwersytecie moskiewskim w 1931 roku.
Był głównym inżynierem w zespole Roberto Bartini przy projektowaniu samolotu Stal-7. Po aresztowaniu Bartiniego w 1939 został szefem biura konstrukcyjnego, które projektowało w oparciu o konstrukcję Bartiniego samoloty bombowe (np. Jermołajew JER-2).
Zmarł w 1944 na tyfus. Jego biuro konstrukcyjne przejął Pawieł Suchoj.